# Piperno
Piperno je magmatska stijena prisutna u područjima gdje je bilo vulkanske aktivnosti. Piperno obiluje u Kampaniji; područja iz kojih je dobivena bila su grad Quarto, Soccavo, Pianura i Nocera Inferiore. Sloj Piperno, s Breccia Museo iznad njega, jasno je vidljiv u podnožju brda Camaldoli, u područjima Soccavo i Verdolino.
Ova vrsta litificirane stijene, različita od žutog tufa, poprima posebnu teksturu koju karakterizira orijentacija lentikularnih koncentracija sive boje, zvanih plamenovi, uronjenih u matricu iste boje, ali svjetlije.
Stijenu Piperno nije lako izvaditi, a pomaže joj podzemno odvajanje velikih blokova koji se naknadno obrađuju; otporan je na habanje od atmosferskih utjecaja i zbog toga se naširoko koristio za oblaganje zgrada u Napulju. Trenutno se više ne vadi jer su podzemni kamenolomi u Pianuri i Soccavu iscrpljeni.